# ピアッジョ P.7

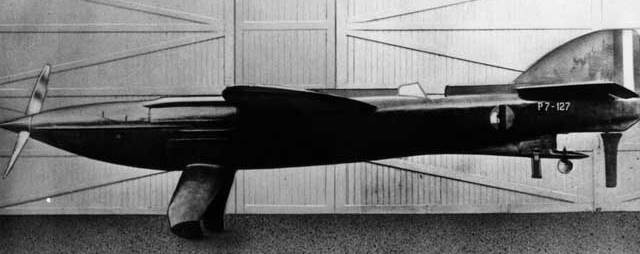
ピアッジョ P.7

ピアッジョ P.7（Piaggio P.7または Piaggio-Pegna P.c.7）はイタリアの競技用水上機である。1929年のシュナイダー・トロフィー・レースへの参加をめざして試作された。フロートの空気抵抗を無くすために、離水時はスクリューで加速するという構想であったが飛行することなく計画は中止された。
空中では空気抵抗となるだけの水上機のフロートをなくして速度をえるために、ボート型の胴体の肩翼形式の主翼を取り付け、モーターボートのようにスクリューで加速し、水中翼によって胴体が浮き上がった後、クラッチで胴体先端のプロペラに駆動力を切り替えて飛行しようという構想であった。ピアジオのエンジニア、ジョバンニ・ペグナが設計した。1000馬力のイソッタ・フラキーニのエンジンが機体後部に装備されて、可変ピッチプロペラがクラッチと延長シャフトを介して駆動する構想であった。
フロートの抵抗と重量がなくなることにより、600km/hから700km/hの速度がだせると予測した。
ピアジオは1機を製作しイタリアのシュナイダー・トロフィー・レース・チームに引き渡された。何人かのパイロットは飛行を拒否したが、
Tommaso Dal Molinによってガルダ湖で水上試験が行われた。滑走中の水しぶきによって前方を見ることができなかった。クラッチの作動の問題がつきまとい、離水することはできなかった。
1929年のレースにまにあわなくなり、イタリアチームはマッキ M.52Rと2機のマッキ M.67が参加し、ピアジオ P.7の開発は中止された。

## 要目

3面図

- 乗員：1名
- 全幅：6.76 m
- 全備重量：1,738 kg